# 5.º Prêmio Capes de Tese (2010)
O 5º Prêmio Capes de Tese foi um evento organizado em 2010 pela Coordenação de Aperfeiçoamento de Pessoal de Nível Superior (CAPES) com o propósito de premiar as melhores teses de doutorado, de diferentes campos científicos, que foram defendidas no ano de 2009 em instituições de ensino superior brasileiras.

## Cientistas do passado homenageados
Esta edição homenageou as categorias com o nome de cientistas brasileiros que contribuíram com a pesquisa no passado. Os cientistas escolhidos para ser homenageados foram:
- Simão Mathias (Engenharias e Ciências Exatas e da Terra);
- Glaci Teresinha Zancan (Ciências Biológicas, da Saúde e Agrárias);
- Ruth Cardoso (Ciências Humanas, Artes e Letras).

## Vencedores
Na edição de 2010 que avaliou as teses de doutorado defendidas em 2009, os vencedores do Grande Prêmio foram as seguintes:

### Prêmio Capes de Tese por área
| Área                                        | Vencedor | Orientador                                                                         | Universidade                            |
| ------------------------------------------- | --- | ---------------------------------------------------------------------------------- | --------------------------------------- |
| Antropologia/Arqueologia                    | Made in China: produção e circulação de mercadorias no circuito China-Paraguai-Brasil (Rosana Pinheiro Machado)                          | Ruben George Oliven                                                                | UFRGS (Porto Alegre, Rio Grande do Sul) |
| Arquitetura e Urbanismo                     | Cidades Novas (Ricardo Trevisan) | Sylvia Ficher                                                                      | UnB (Brasília, Distrito Federal)        |
| Astronomia/Física                           | Ads/Qcd: Uma Abordagem Para as Interações Fortes Via Teoria de Cordas (Carlos Alfonso Martin Ballón Bayona)                              | Nelson Ricardo de Freitas Braga (principal) e Henrique Boschi Filho (co-orientador | UFRJ (Rio de Janeiro, Rio de Janeiro)   |
| Economia                                    | Práticas Agrícolas e Degradação Ambiental: Um Estudo para o caso da Agricultura Familiar (Gisléia Benini Duarte Sandrini)                | Yony de Sá Barreto Sampaio                                                         | UFPE (Recife, Pernambuco)               |
| Farmácia                                    | Efeito da administração de melatonina em ratos orquiectomizados e infectados com Trypanosoma cruzi (Fabricia Helena Santello)            | José Clóvis do Prado Júnior                                                        | USP-RP (Ribeirão Preto, São Paulo)      |
| Filosofia / Teologia: Subcomissão Filosofia | Entre a razão e a sensibilidade: A estética pós-kantiana e o problema da cisão entre sensível e supra-sensível (Vladimir Menezes Vieira) | Fernando Augusto da Rocha Rodrigues                                                | UFRJ (Rio de Janeiro, Rio de Janeiro)   |
| História                                    | Andaimes, casacas, tijolos e livros: uma associação de artífices no Recife, 1836-1880 (Marcelo Mac Cord)                                 | Silvia Hunold Lara                                                                 | UNICAMP (Campinas, São Paulo)           |
| Interdisciplinar                            | O declínio da era do petróleo e a transição da matriz energética brasileira para um modelo sustentável (Joaquim Francisco de Carvalho)   | Ildo Luis Sauer                                                                    | USP (São Paulo, São Paulo)              |
| Letras/Linguística                          | Poesia e o Diabo a Quatro: Jorge de Sena e a escrita do diálogo (Luciana dos Santos Salles)                                              | Francisco Luiz Pereira da Silva Neto                                               | UFRJ (Rio de Janeiro, Rio de Janeiro)   |
| Matemática/Probabilidade e Estatística      | A - Identidades Polinomiais em Álgebras Associativas (Dimas José Gonçalves)                                                              | Plamen Emilov Kochloukov                                                           | UNICAMP (Campinas, São Paulo)           |
| Química                                     | Complexos de Re(I) e filmes de TiO2 em dispositivos moleculares fotoinduzidos (Antonio Otavio de Toledo Patrocinio)                      | Neyde Yukie Murakami Iha                                                           | USP (São Paulo, São Paulo)              |